# グリーンスレイド (アルバム)
『グリーンスレイド』（Greenslade）は、イギリスのバンド、グリーンスレイドが1973年に発表したアルバム。グリーンスレイドの、バンドとしてのファースト・アルバムである。

## 概要
「コロシアム」のキーボード奏者、デイヴ・グリーンスレイドが、コロシアム解散後に「イフ」を経て1972年に結成したグループが「グリーンスレイド」である。
ツイン・キーボードという、当時ではユニークな編成で注目された。
アルバムのレコーディングは、ロンドンのモーガン・スタジオで行われた。録音は1972年12月に終了。
カヴァー・デザインはロジャー・ディーンによるもの。

## 収録曲
Side 1
1. Feathered Friends (Dave Greenslade, Dave Lawson) - 6:43
2. An English Western (Dave Greenslade) - 3:25
3. Drowning Man (Dave Greenslade) - 3:33
4. Temple Song (Dave Greenslade, Dave Lawson) - 3:32

Side 2
1. Melange (Tony Reeves, Dave Greenslade, Dave Lawson) - 7:26
2. What Are You Doin' to Me (Dave Lawson) - 4:39
3. Sundance (Dave Greenslade) - 8:44

## 参加ミュージシャン
- デイヴ・ローソン "Dave Lawson" - キーボード、ボーカル
- デイヴ・グリーンスレイド "Dave Greenslade" - キーボード
- トニー・リーヴス "Tony Reeves" - ベース、コントラバス
- アンディ・マカロック "Andrew McCulloch" - ドラムス、パーカッション